# ۴۰ مترمربع از آلمان
۴۰ مترمربع از آلمان (انگلیسی: 40 Quadratmeter Deutschland) فیلمی در ژانر درام به کارگردانی توفیق بشر است که در سال ۱۹۸۶ منتشر شد.